# Daniel Fernando Fagiani
Daniel Fernando Fagiani (Pujato, província de Santa Fe, 22 de gener de 1974) és un exfutbolista argentí, que jugava de defensa.

## Trajectòria
En el seu país va destacar a les files del Newell's Old Boys i de Boca Juniors. El 1999 marxa al continent europeu al fitxar pel València CF, on tan sols apareix en 8 partits.
La temporada 00/01 recala a l'Atlètic de Madrid, en aquell temps a Segona Divisió, i amb els matalassers disputaria 22 partits.
Després d'una breu estada al seu país per militar en San Lorenzo i en Gimnasia y Esgrima, el 2002 retorna a la Segona Divisió espanyola per recalar al CD Numancia, on seria titular dos anys abans de marxar al CD Tenerife, on romandria altres dues temporades, fins a penjar les botes el 2006 i tornar a l'Argentina.